# The Very Best of the Velvet Underground
The Very Best of The Velvet Underground je kompilační album skupiny The Velvet Underground, vydané 31. března 2003 u Polydor Records.

## Seznam skladeb
| Pořadí         | Název                              | Autor                | Původní album                 | Délka |
| -------------- | ---------------------------------- | -------------------- | ----------------------------- | ----- |
| 1.             | Sweet Jane                         | Reed                 | Loaded                        |       |
| 2.             | I'm Sticking with You (verze 1969) | Reed                 | VU                            |       |
| 3.             | I'm Waiting for the Man            | Reed                 | The Velvet Underground & Nico |       |
| 4.             | What Goes On                       | Reed                 | The Velvet Underground        |       |
| 5.             | White Light/White Heat             | Reed                 | White Light/White Heat        |       |
| 6.             | All Tomorrow's Parties             | Reed                 | The Velvet Underground & Nico |       |
| 7.             | Pale Blue Eyes                     | Reed                 | The Velvet Underground        |       |
| 8.             | Femme Fatale                       | Reed                 | The Velvet Underground & Nico |       |
| 9.             | Heroin                             | Reed                 | The Velvet Underground & Nico |       |
| 10.            | Here She Comes Now                 | Reed, Cale, Morrison | White Light/White Heat        |       |
| 11.            | Stephanie Says                     | Reed                 | VU                            |       |
| 12.            | Venus in Furs                      | Reed                 | The Velvet Underground & Nico |       |
| 13.            | Beginning to See the Light         | Reed                 | The Velvet Underground        |       |
| 14.            | I Heard Her Call My Name           | Reed                 | White Light/White Heat        |       |
| 15.            | Some Kinda Love (alternate take)   | Reed                 | The Velvet Underground        |       |
| 16.            | I Can't Stand It                   | Reed                 | VU                            |       |
| 17.            | Sunday Morning                     | Reed, Cale           | The Velvet Underground & Nico |       |
| 18.            | Rock & Roll                        | Reed                 | Loaded                        |       |
| Celková délka: | Celková délka:                     | Celková délka:       | Celková délka:                | 62:12 |

## Obsazení

### Hudebníci
- John Cale – viola, basová kytara, klávesy, celesta (3, 5–6, 8–12, 14, 17)
- Sterling Morrison – kytara, doprovodný zpěv, basová kytara
- Lou Reed – zpěv (všude, pokud není uvedeno jinak), kytara, piáno
- Maureen Tuckerová – perkuse (2–17), zpěv v „I'm Sticking with You“
- Doug Yule – basová kytara, klávesy, kytara, bicí, doprovodný zpěv (1–2, 4, 7, 13, 15–16, 18)
- Nico – zpěv v „All Tomorrow's Parties“ a „Femme Fatale“, doprovodný zpěv v „Sunday Morning“

### Technická podpora
- Andy Warhol – producent
- Tom Wilson – producent
- The Velvet Underground – producenti
- Geoff Haslam - producent
- Shel Kagan - producent